# Elisabeth Hannover-Drück
Elisabeth Hannover-Drück (* 3. Juni 1928 in Maulbronn; † 23. September 2009 in Bremen) war eine deutsche Frauenrechtlerin und Historikerin.

## Leben
Elisabeth Hannover-Drück wurde als zweites der fünf Kinder von Elisabeth Drück, geb. Wetz, und des Philologen Karl Drück geboren. 1948 machte sie das beste Abitur der Stadt Stuttgart, was ihr ein Stipendium von monatlich 70 Mark für ihr Studium einbrachte. 1948 nahm sie das Studium der Fächer Deutsch, Anglistik und Geschichte an der Universität Freiburg auf und wechselte später an die Universität Tübingen, wo sie im neunten Semester die erste Staatsprüfung für das Lehramt an den Höheren Schulen bestand. 1953 heiratete sie den Strafverteidiger und Autor Heinrich Hannover und zog mit ihm nach Bremen, wo sie sechs Kinder gebar. In den Jahren 1973 und 1974 absolvierte sie in Bremen das Referendariat und legte ihr Zweites Staatsexamen ab. Von September 1974 bis August 1992 unterrichtete sie als Studienrätin am Kippenberg-Gymnasium in Bremen-Schwachhausen die Fächer Deutsch, Englisch und Geschichte. Seit 1986 arbeitete sie in Teilabordnung am Staatsarchiv Bremen. Sie veröffentlichte Bücher zu historischen und frauenrechtlichen Themen. Sie war Mitbegründerin des Vereins Bremer Frauenmuseum, den sie bis 1999 als 1. Vorsitzende, bis zu ihrem Tod 2009 als aktives Mitglied vertrat. Sie war die Initiatorin verschiedener Vereinsprojekte: der Benennung von Bremer Straßen nach bedeutenden Frauen – z. B. dem Paula-Modersohn-Becker-Steg – sowie der Erläuterung der Namensschilder mit Legenden. Am 11. Mai 2023 wurde in Bremen im Ostertorviertel ein Platz nach ihr benannt: der Elisabeth-Hannover-Drück-Platz zwischen Berliner Straße, Bremer Straße und Prangenstraße.
Elisabeth Hannover-Drück liegt auf dem Riensberger Friedhof in Bremen-Schwachhausen begraben.
Die Juristin, Fernsehmoderatorin und Autorin Irmela Hannover, die Freie Journalistin Jantje Hannover, die Fachanwältin für Familienrecht Almut Hannover und die Psychologin und Professorin Bettina Hannover sind ihre Töchter.

## Veröffentlichungen (Auswahl)
- Politische Justiz 1918–1933, Heinrich Hannover, Elisabeth Hannover-Drück, Fischer Bücherei, Frankfurt am Main 1966
- Der Mord an Rosa Luxemburg und Karl Liebknecht, Dokumentation eines politischen Verbrechens, Herausgegeben von Elisabeth Hannover-Drück und Heinrich Hannover, edition suhrkamp, Frankfurt am Main 1967
- Dem Reich der Freiheit werb’ ich Bürgerinnen, Die Frauenzeitung von Louise Otto, Herausgegeben u. kommentiert von Ute Gerhard, Elisabeth Hannover-Drück und Romina Schmitter, Syndikat, Frankfurt am Main 1980
- Bremer Frauen in der Weimarer Republik 1919–1933, Dokumentation zur Ausstellung, hrsg. vom Staatsarchiv Bremen 1987, Elisabeth Hannover: Die Kapitel Politik und Arbeit
- Der Mord. In: Rosa Luxemburg, Hrsg. von Kristina von Soden. Elefanten Press, Berlin 1988,
- Albert Kalthoff und die Gründung der Bremer Ortsgruppe der Deutschen Friedensgesellschaft, Aktivitäten der Bremer Sozialdemokratie gegen Militarismus und Krieg vor 1914, Organisationen und Positionen der Friedensbewegung im Überblick, Aktivitäten der Deutschen Friedensgesellschaft in Bremen, Aussöhnung mit Frankreich, Polen und Dänemark. In: Nieder die Waffen – die Hände gereicht! Friedensbewegung in Bremen 1898–1958, Katalog zur Ausstellung des Staatsarchivs Bremen. Donat Verlag, Bremen 1989.
- Bremer Frauen in der Weimarer Republik. Die Einführung des Frauenstimmrechts und die Entwicklung der weiblichen Erwerbstätigkeit. In: Bilder zur Frauenbewegung im 19. Jahrhundert, Broschüre zur Ausstellung im Staatsarchiv Bremen. Hrsg. Staatsarchiv Bremen und ZGF. Bremerhaven 1990.
- Die Ausübung des Frauenwahlrechts in Bremen 1918–1933. Texte und Materialien zum historisch-politischen Unterricht, Hrsg. vom Staatsarchiv Bremen. Bremen 1991.
- Zur Ausstellung, sowie Mitgestaltung der Bereiche Weimarer Republik und Wo stehen wir Frauen heute? In: 75 Jahre Frauenwahlrecht zur Bremischen Bürgerschaft, Dokumentation zur Ausstellung, hrsg. vom Verein Bremer Frauenmuseum. Bremen 1994.
- Hausgehilfinnen, Angestellte und Arbeiterinnen, Frauenerwerbsarbeit in Bremen zur Zeit der Weimarer Republik 1919–1933, Texte und Materialien zum historisch-politischen Unterricht, Kleine Schriften des Staatsarchivs Bremen, Heft 26. Bremen 1996
- Rede zur Eröffnung der Ausstellung, Kindheit und Jugend von Marie Mindermann, Die rechtliche Situation der Frauen, Versuch, Dulon abzuwählen. Eine Spielszene, Marie Mindermann im Rembertistift, Marie Mindermann und die „berühmten“ Frauen der Revolution von 1848. In: Marie Mindermann und die Revolution von 1848 in Bremen, Dokumentation zur Ausstellung „Ein streitbares Frauenzimmer“, Hrsg. vom Bremer Frauenmuseum, Bremen 1999.

### Buchübersetzungen
- Leonard Cohen: Schöne Verlierer. Aus dem Amerikanischen übersetzt, März, Frankfurt 1970.
- Leonard Cohen: Das Lieblingsspiel. Aus dem Amerikanischen übertragen, März, Frankfurt 1972.